# 日本自然科学写真協会
一般社団法人日本自然科学写真協会（にほんしぜんかがくしゃしんきょうかい、Society of Scientific Photography）は、自然科学分野を中心に活動する写真家、写真愛好家の団体。略称「SSP」。
自然科学の観察や記録のなかで写真撮影の占める割合が高く、研究者や教育者の間でも接写、ハイスピード撮影、望遠鏡・顕微鏡との接続など、プロ並みの撮影技術、機材が要求されることが少なくない。これに加えて、医学、工学分野まで、自然科学分野の写真撮影は広がっている。同協会には各分野で写真撮影に取り組む研究者と技術者、教職員、編集関係者らが参画している。

## 沿革
- 1978年6月、自然科学写真協会として佐々木崑、竹村嘉夫らが設立[2]。
- 1998年、20周年を迎えて「日本自然科学写真協会」と改称。
- 2008年、創立30周年。

## 主な事業
- SSP展……大都市と各地を巡回
- 公開講座[3]